# Léon Gastinel
Léon Gastinel   (Costa d’Or, 15 d'agost de 1823 - Fresnes, 18 d'octubre de 1906) fou un violinista i compositor francès.
Ingressà al Conservatori de París, on fou deixeble de Halévy, aconseguint el 1846 el primer premi de Roma. Fou primer violí de l'orquestra de l'Òpera Còmica de París i formà part de la Societat dels Concerts del Conservatori.

## Obres principals
- Le miroir, òpera, (1853)
- L'ópera aux fenétres, òpera, (1857)
- Titus et Berenice, òpera, (1860)
- Le buisson vert, òpera, (1861)
- Le dernier jour, oratori,
- Les sept paroles, oratori,
- La fée des eaux, poema en quatre parts,

Posteriorment feu representar a Niça la seva òpera Le Barde, de la qual lletra també n'és autor. A més va compondre altres obres per a quartet i orquestra, etc.